# Tworonowszczyzna
Tworonowszczyzna – dawny zaścianek. Tereny na których leżał znajdują się obecnie na Białorusi, w obwodzie witebskim, w rejonie postawskim, w sielsowiecie Juńki.

## Historia
W czasach zaborów ówczesna wieś w granicach Imperium Rosyjskiego.
W dwudziestoleciu międzywojennym zaścianek leżał w Polsce, w województwie wileńskim, w powiecie duniłowickim (od 1926 postawskim), w gminie Mańkowicze (od 1927 gmina Hruzdowo).
Powszechny Spis Ludności z 1921 roku nie podał danych odnoście miejscowości. W 1931 w 2 domach zamieszkiwało 15 osób.
W 1938 roku miejscowość należała do gromady Rałowce gminy Hruzdowo.